# Jan Willem van Borselen

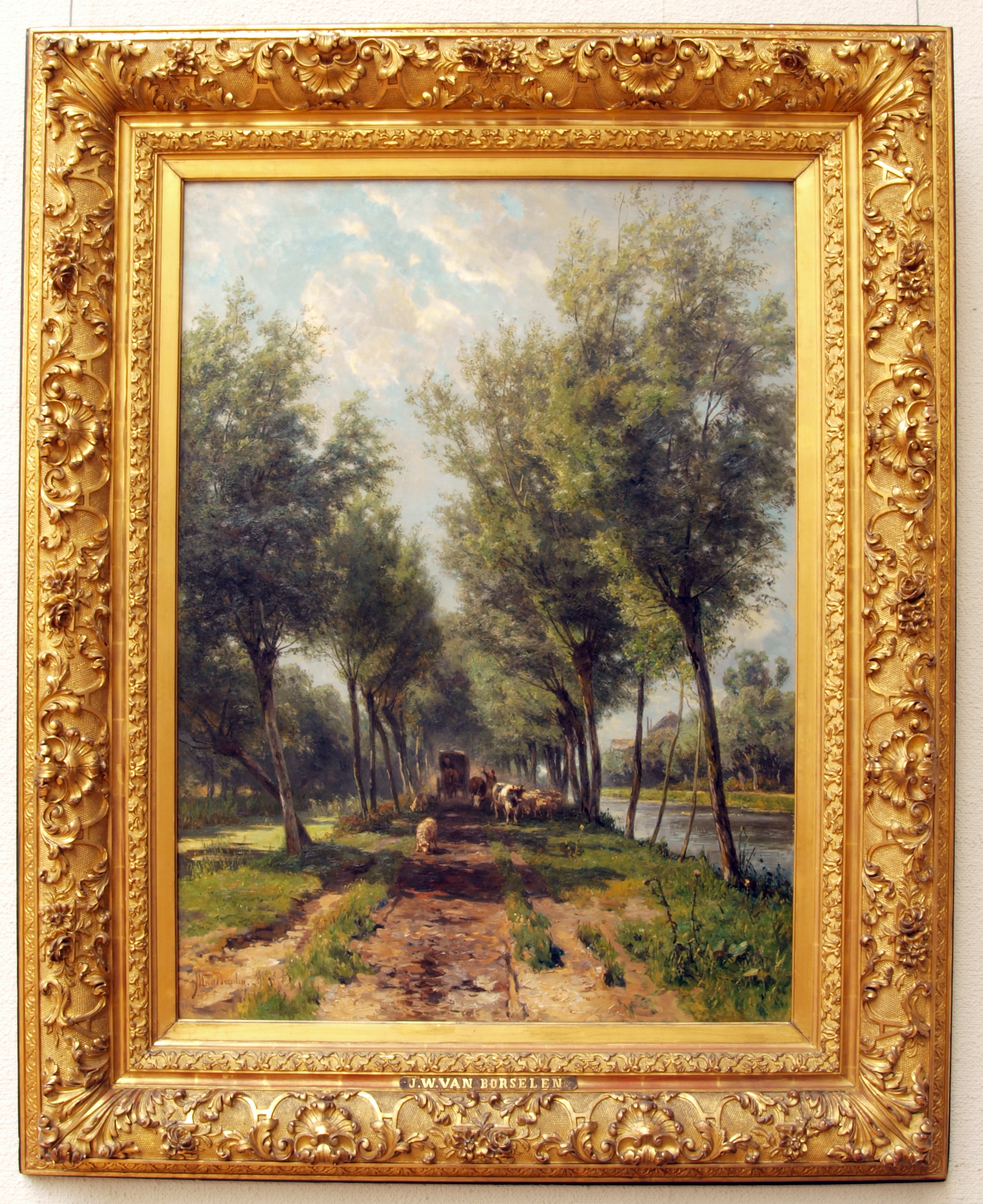
Die Straße nach Polsbroekerdam, 1860, Haarlem, Teylers Museum

Jan Willem van Borselen (* 20. September 1825 in Gouda; † 24. September 1892 in Den Haag) war ein niederländischer Maler. Er erlangte durch seine Landschaftsbilder mit den Elementen wehendes Schilf, windbewegte Weidenbäume und Wolken Bekanntheit zu Lebenszeiten.
Er gilt als Vertreter der „zweiten Blüte“ der Haager Schule.

## Leben
Er wuchs mit seinen Eltern und den beiden jüngeren Schwestern an der Gouwe in Gouda auf. Von seinem Vater Pieter van Borselen (1802–1873), der Kunstmaler und Lehrer im Stil der holländischen Romantik war, erhielt er Malunterricht. Sein Vater nahm von 1831 bis 1871 regelmäßig an Ausstellungen teil. Als 13-Jähriger verkaufte J. W. van Borselen in einer Ausstellung in Groningen sein erstes Landschaftsbild. Von diesem Zeitpunkt bis zu seinem Tod stellte er regelmäßig auf Ausstellungen zeitgenössischer Maler in Amsterdam, Den Haag und Rotterdam aus – anfänglich in der Tradition der holländischen Romantik, später im Stil der Impressionisten.
1855 übersiedelte Jan Willem nach Den Haag. Einerseits der Landschaft, andererseits aber auch des zahlungskräftigen Publikums wegen. Künstler trafen sich in der Künstlervereinigung Pulchri Studio. Zweck der Vereinigung waren neben standespolitischen Belangen und dem Verbringen gemeinsamer Freizeit, die Verkaufsförderung der Bilder der Mitglieder. J. W. van Borselen hatte zeit seines Lebens bei Pulchri verschiedene Verwaltungsfunktionen inne (Bibliothekar, Zweiter Sekretär und Schatzkanzler).
In Den Haag ging er bei dem Maler Andreas Schelfhout in die Lehre. Dort machte er sich vertraut mit der Komposition der Landschaftsmalerei im Stil seines Lehrers. Schelfhout als angesehener Maler legte später für J. W. van Borselen die gesellschaftlichen Kontakte zum niederländischen Königshaus.
Ab 1857 stellte sich der kommerzielle und künstlerisch anerkennende Erfolg mit den Motiven 'Weiden, Wolken und wehendes Schilf' ein. Zusammen mit Freunden malte er in der Umgebung von Gouda und Schoonhoven Dabei fertigte er Ölbilder der Größe 12 × 18 cm an, die er später in Großformaten in seinem Atelier ausarbeitete. In den 70er Jahren setzte er sich für die Anerkennung von Holzkohle und Aquarell als eigene Richtung ein.
1872 wurde er Mitglied der Künstlervereinigung Societé belge des Aquarellistes. Das ermöglichte ihm an Ausstellungen in Wien, Paris und Philadelphia teilzunehmen. 1873 erhielt er auf der Weltausstellung in Wien eine goldene Medaille, 1876 eine Medaille bei der Centennial Exhibition in Philadelphia.
Durch den Kontakt seines Lehrers Schelfhout mit König Wilhelm III. (1817–1890) erhielt J. W. van Borselen Aufträge aus dem Königshaus. Für seine Arbeiten wurde er vom niederländischen Königshaus ausgezeichnet: 1869 Ritter des Orden der Eichenkrone  und 1881 Offizier im selben Orden.